# 倫理学序説
『倫理学序説』（りんりがくじょせつ、英: Prolegomena to ethics）とは、1883年にイギリスの哲学者トーマス・ヒル・グリーンにより発表された倫理学の哲学的研究である。
1836年に生まれたグリーンはオックスフォード大学の教授としてイギリス経験論だけでなくドイツ観念論の哲学の研究を行っていた。本書『倫理学序説』はイギリス経験論のミルやハーバート・スペンサーの議論を批判し、カントやヘーゲルの議論が支持されており、自律的な精神の作用が知識の根本的な条件であると見なして道徳活動も精神活動として捉えることを主張している。本書は序論自然科学と道徳の観念、第1篇知識の形而上学、第2篇意思、第3篇道徳的観念と道徳的進歩、第4篇道徳哲学の行為指針への適用から構成されている。
あらゆる知識は人間の自由によって基礎付けられており、特に永遠的意識の関与によって知識が成立していると考える。永遠的意識とは自立し自決する自由な原因により発生する意識であり、グリーンは人間とは自由な原因であると述べている。人間も動物も知識を持つ事実に関して自然な存在ではなく、人間は自然関係から区別された自我を持っている。この自我は時間の経過によって制約されることはなく、意識が含んでいる自由を妨げることはできない。グリーンは人間が意識の自由を持つということが、感性的な発展の条件となっていることを論じている。このような人間の自由を哲学的な基礎にすえながらグリーンは倫理的基準について、人間の行動の動機は常に何らかの善の観念を含んでいると考える。なぜなら、自由な意識を持つ個々人の本性に善が存在するとグリーンが考えているためである。グリーンはこの道徳哲学の枠組みを政治哲学の領域にも適用することにより、市民的な義務について考察している。

## 文献
- Thomas Hill Green, Prolegomena to Ethics, General Books, 2009.